# Théâtre national de Finlande

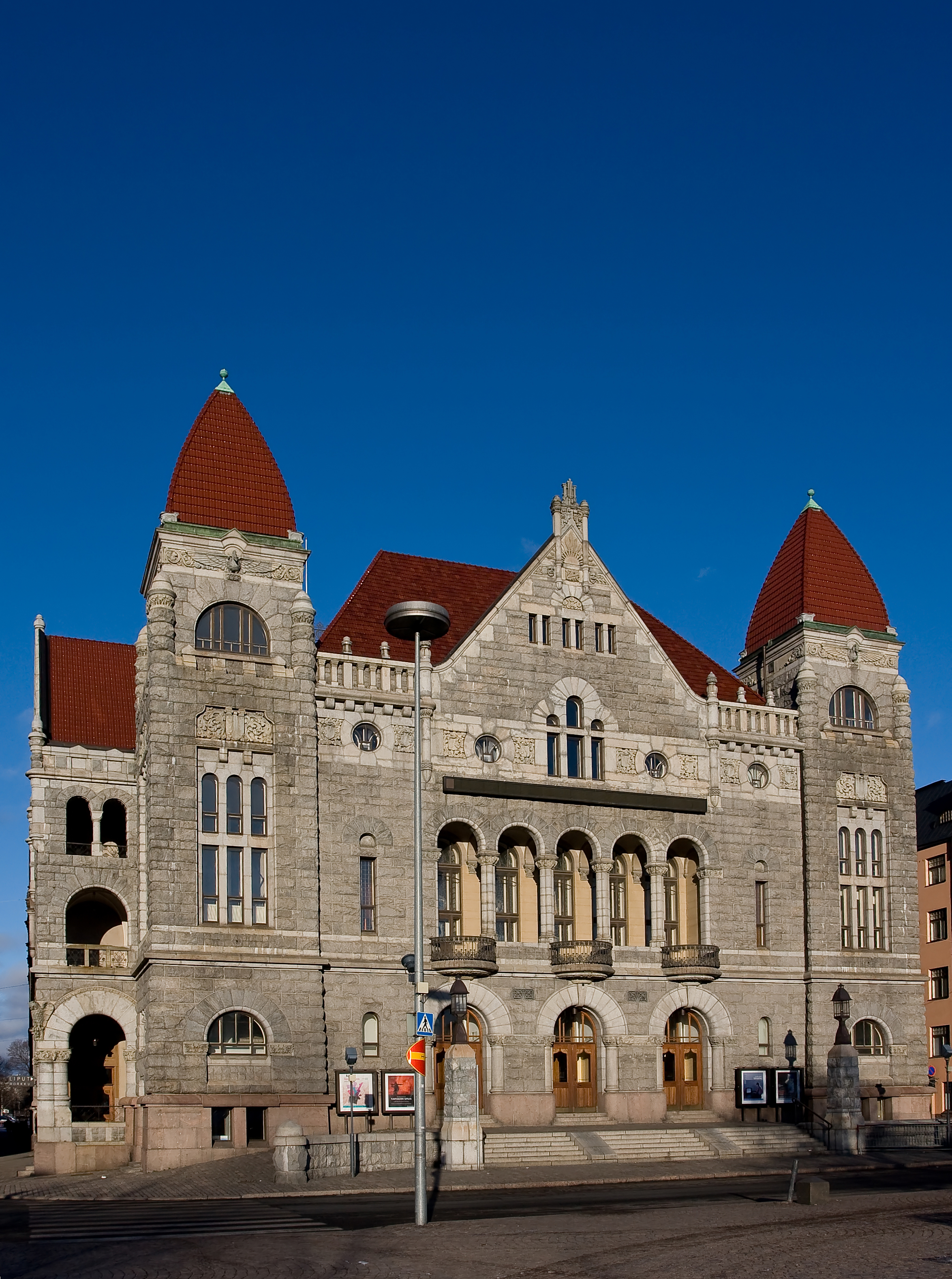
Le Théâtre national finlandais à Helsinki.

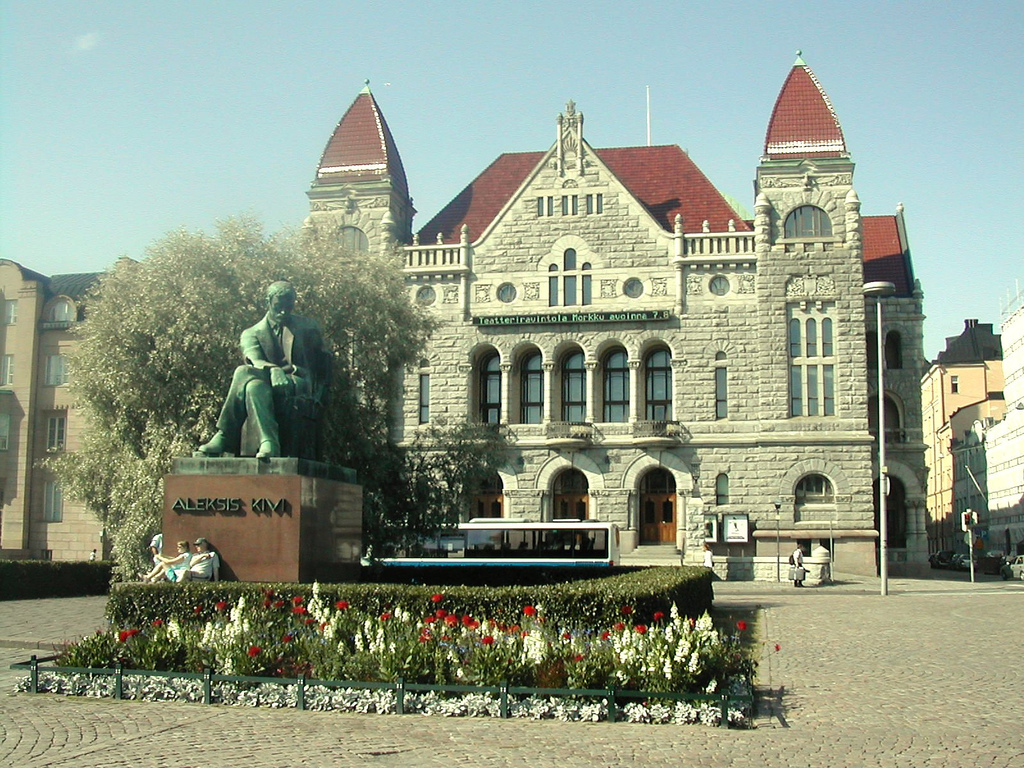
Le Théâtre national finlandais et la statue d'Aleksis Kivi.

Le Théâtre national de Finlande (en finnois : Suomen Kansallisteatteri), créé en 1872, est situé sur la place de la Gare d'Helsinki. C'est le plus ancien théâtre  en langue finnoise. 
Le théâtre est souvent associé avec la statue de l'écrivain nationaliste romantique Aleksis Kivi qui lui fait face.

## Histoire

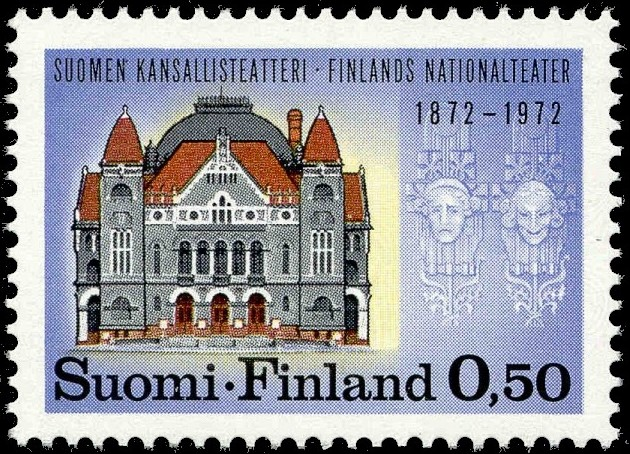
Timbre pour le centenaire du Théâtre National de Finlande.

Le Théâtre est fondé en 1872 sous le nom de théâtre Finlandais, ce qui en fait le plus ancien théâtre finlandais de langue finnoise. 
La première représentation a lieu à Pori, le 13 octobre 1872. 
Ses premiers temps à Helsinki, le théâtre fonctionne dans l'ancien théâtre Arkadia d'Helsinki qui se situe près de l'emplacement actuel de la Chambre des députés.
Le directeur du théâtre est alors Kaarlo Bergbom, et le théâtre a un département pour l'Opéra et un autre consacré au théâtre. 
Le département d'Opéra ferme en 1879 pour devenir l'Opéra de Finlande qui se transformera par la suite en Opéra national de Finlande.
Le bâtiment actuel est construit en 1902 sur la  place de la Gare d'Helsinki selon les plans de l’architecte Onni Tarjanne. 
Lors de l'inauguration, le théâtre est renommé Théâtre national de Finlande. Des extensions lui sont construites dans les années 1930.
En 1954, sur les plans des architectes Kaija Siren et Heikki Siren, on construit la Petite scène dont l’entrée se trouve sur le côté du parc de Kaisaniemi. 
À l’époque de Kaarlo Bergbom, on présente des pièces d’écrivains finlandais comme Aleksis Kivi et Minna Canth, des pièces classiques d’auteurs internationaux comme Johann Wolfgang von Goethe, Molière, Friedrich Schiller et William Shakespeare et des œuvres d’auteurs contemporains comme Une maison de poupée d’Henrik Ibsen.

## Scènes
Le théâtre dispose de 4 scènes : la grande scène de 885 places, la petite scène de 309 places, la scène Willensauna de 152 places et la scène Omapohja de 78 places. Le théâtre organise aussi des tournées sous le nom de Kiertuenäyttämö.

### Grande scène
La grande scène se trouve dans le bâtiment principal et l'entrée est du côté de la place Rautatientori.
Elle offre 885 places réparties en un parterre et deux galeries.
La scène fait 9 mètres de large et 19 mètres de hauteur
Le programme se compose de grandes productions.

### Petite scène
La petite scène est dans un bâtiment différent, dans le parc de Kaisaniemi à l'arrière du bâtiment principal. 
L'idée vient du directeur Eino Kalima mas ne sera réalisée que sous la direction de Arvi Kivimaa. 
La conception du bâtiment a été commandée à Heikki et Kaija Siren en 1950, avec pour contrainte que l'espace du bâtiment soit utilisé le plus efficacement possible. 
Le bâtiment sera inauguré en septembre 1954, et dans le même bâtiment on construira le restaurant du théâtre qui sera remplacé en 1976 par la scène Willensauna.
La petite scène offre actuellement 309 places
Le programme de la petite scène est surtout composé de classiques et de comédies.

### Scène Willensauna
La scène Willensauna est dans le même bâtiment que la petite scène, la scène Willensauna est au rez-de-chaussée alors que la petite scène est à l’étage.
La scène Willensauna a été construite à la place du restaurant du théâtre en 1976, son nom (en français : Le Sauna de Wille) vient d’un ancien sauna qui existait à l’époque à cet endroit.
La scène  Willensauna propose 152 places. 
La scène propose un programme de théâtre expérimental et de théâtre pour enfants.

### Scène Omapohja
La scène Omapohja ouverte depuis 1987 est située en face du Théâtre à l'est de la rue Teatterikuja, elle offre 78 places non numérotées. Le nom de la scène est celui d'une auberge nommée Omapohja qui est à la même adresse. Omapohja est destinée spécialement au théâtre expérimental.

## Programmes
Historiquement, les pièces classiques les plus jouées sont entre autres celles de Shakespeare, Anton Tchekhov, Molière et Gogol. Dans le répertoire de la littérature contemporaine mondiale on a joué par exemple des pièces de Samuel Beckett, Bertolt Brecht, Dario Fo, Ödön von Horváth, Sławomir Mrożek, Arthur Schnitzler, Arthur Miller, Tennessee Williams, Marin Sorescu, Lájos Maroti, Yukio Mishima et de Yasmina Reza. 
Le théâtre présente aussi des pièces finlandaises modernes. On a pu voir des pièces de Heikki Ylikanka, Kerttu-Kaarina Suosalme, Reko Lundán, Michael Baran et de Pirkko Saisio.
Parmi les spectacles finlandais contemporains dont on a le plus parlé, on peut noter la pièce Puhdistus de Sofi Oksanen et la mise en scène par Kristian Smeds du livre Tuntematon sotilas de Väinö Linna. Il y a une dizaine d'avant-premières chaque année.

## Directeurs
- Kaarlo Bergbom 1872–1906 ja Emilie Bergbom 1872–1917
- Jalmari Hahl 1905 - 1907
- Adolf Lindfors 1907–1914
- Jalmari Lahdensuo 1914–1917
- Eino Kalima 1917–1950
- Arvi Kivimaa 1950–1974
- Kai Savola 1974–1991
- Maria-Liisa Nevala 1992–2010
- Mika Myllyaho 2010–